# 阿根廷三海蟾魚
阿根廷三海蟾魚（学名：Triathalassothia argentina），為輻鰭魚綱蟾魚目蟾魚科的其中一種，分布於西南大西洋區的烏拉圭及阿根廷海域，為底棲性魚類。
其种加词“argentina”意为“阿根廷的”。